# 大仁路 (鳥松區)
大仁路（Daren Rd.）為高雄市鳥松區的南北向道路，起端於慈英街、夢裡南巷口銜接仁武區仁慈路，末端止於鳥松區大智路口，本道路的主幹道分為南、北路，文前路為分段點，另外大仁南路有一分支大仁東路通至中正路。

## 行經行政區域
- 鳥松區

## 分段
大仁路共分為三個部份：
- 大仁北路：北起於慈英街、夢裡南巷口接仁慈路，南於文前路口接大仁南路。
- 大仁南路：北於文前路口接大仁北路，之後逐漸彎向西方，西止於大智路口。
- 大仁東路：東起於大仁南路口，西止於中正路口。

## 沿線設施
（由北至南）
- 大仁北路：
  - 鳥松夢裡里活動中心
  - 萊爾富鳥松夢裡店
  - 燦坤3C高雄鳥松店
  - 高雄市鳥松區鳥松國小
  - 高雄市立圖書館鳥松分館
  - 7-ELEVEN新鳳松門市
- 大仁南路：
  - 全家便利商店鳥松大仁店
  - 晨間廚房鳥松大仁店

## 公共自行車
- 高雄市公共自行車租賃系統：
  - 鳥松國小：大仁北路/大智路(西南側)

## 相關連結
- 高雄市主要道路列表